# Eizō Kenmotsu
Eizō Kenmotsu (監物永三, Kenmotsu Eizō, né le 13 février 1948) était un gymnaste japonais qui fut champion du monde à sept reprises ainsi que trois fois champion olympique. 

## Palmarès

### Jeux olympiques
- Mexico 1968
  -  médaille d'or par équipes
  -  médaille de bronze à la barre fixe

- Munich 1972
  -  médaille d'or par équipes
  -  médaille d'argent au concours général individuel
  -  médaille de bronze au cheval d'arçons
  -  médaille de bronze aux barres parallèles

- Montréal 1976
  -  médaille d'or par équipes
  -  médaille d'argent au cheval d'arçons
  -  médaille d'argent à la barre fixe

### Championnats du monde
- Ljubljana 1970
  -  médaille d'or au concours par équipes
  -  médaille d'or au concours général individuel
  -  médaille d'or à la barre fixe
  -  médaille d'argent au sol
  -  médaille d'argent au cheval d'arçons
  -  médaille d'argent aux barres parallèles

- Varna 1974
  -  médaille d'or au concours par équipes
  -  médaille d'or aux barres parallèles
  -  médaille de bronze au concours général individuel
  -  médaille de bronze au cheval d'arçons
  -  médaille de bronze à la barre fixe

- Strasbourg 1978
  -  médaille d'or au concours par équipes
  -  médaille d'or aux barres parallèles
  -  médaille d'argent au concours général individuel

- Fort Worth 1979
  -  médaille d'argent au concours par équipes